# Ханс фон Ојлер-Хелпин
Ханс Карл Аугуст Симон фон Ојлер-Хелпин (15. фебруар 1873 – 7. новембар 1964) био је шведски биохемичар рођен у Немачкој. Добио је Нобелову награду за хемију 1929. године са Артуром Харденом за њихова истраживања о ферментацији шећера и ензимима. Био је професор опште и органске хемије на Универзитету у Стокхолму (1906–1941) и директор Института за органско-хемијска истраживања (1938–1948). Ојлер-Хелпин је оженио Астрид Клеве, ћерку  хемичара Пера Теодора Клевеа из Упсале и био је у далекој вези са Леонардом Ојлером. 1970. године, његов син Улф фон Ојлер, добио је Нобелову награду за физиологију или медицину.

## Лични живот
Ојлер-Хелпин је рођен 15. фебруара 1873. у Аугсбургу, Немачка. Његов отац је био капетан у Краљевском баварском пуку, који је убрзо пребачен у Минхен. Током детињства проводио је већину времена са баком у граду Васербург на Ину. Ишао је у Краљевску  гимназију у Аугсбургу (претходник Холбајн гимназије), такође у Вирцбургу и Улму. Након што је служио као једногодишњи добровољац у првом баварском артиљеријском пуку, заинтересовао се за теорију боја и започео студије уметности на Минхенској сликарској академији (1891-1893). Предавали су му Шмид-Ројте и Ленбах, немачким сликар реалистичког стила. Због тога је отишао на Берлински универзитет да студира хемију код Емила Фишера и А. Розенхајма, и физику код Е. Варбурга и Макса Планка; где је 1895. докторирао. 
1899. Ојлер-Хелпин је именован да предаје као Privatdozent, у Краљевском универзитету у Стокхолму, где је почео да посећује лабораторију ван 'т Хофа, који је био један од многих који је утицао на интересовање Ојлер-Хелпина за науку заједно са Нернстом. 
1902. године узео је шведско држављанство. Ипак, током Првог светског рата Ојлер-Хелпин је учествовао у добровољном служењу у немачком ваздухопловству. Током Другог светског рата, професор је радио у дипломатској мисији на немачкој страни.
1906. именован је за професора опште и органске хемије на Краљевском универзитету у Стокхолму. Године 1929. фондација Кнута и Алисе Валенберг и Међународни одбор за образовање Рокфелер фондације основали су у Стокхолму Институт за витамине и Институт за биохемију, а Ојлер-Хелпин је именован за директора. 1941. повукао се из наставе, али наставио је са истраживањима. 
Ханс фон Ојлер-Хелпин се женио два пута. Његова прва супруга била је Астрид Клеве, која је била прва Швеђанка која је стекла звање доктора науке. 1913. године поново се венчао са својом другом супругом, Елисабет Баронес аф Углас (1887-1973). Његов син, Улф фон Ојлер (1905 - 1983), био је познати физиолог и 1970. године добио је Нобелову награду за истраживање хемијске природе норадреналина у синапсама. 1931. његова ћерка Карин фон Ојлер-Хелпин удала се за писца Свена Столпеа. 
Током свог живота Ојлер-Хелпин је израдио низ монографија попут Биохемије тумора, написаних у сарадњи са Болеславом Скарзинским, која је објављена 1942. и друге под насловом Хемотерапија и профилакса рака, објављених 1962. године.
Ојлер-Хелпин умро је у Стокхолму 6. новембра 1964. у 91. години. 

## Нобелова награда
1929. године Ојлер-Хелпин и Артур Харден добили су Нобелову награду за хемију за истраживање алкохолне ферментације угљених хидрата и улогу ензима. Артур Харден се од 1903. године бавио само хемијским ефектима бактерија са алкохолном ферментацијом. Харден је открио да ензим зимаза, који је открио Едуард Бухнер, производи ферментацију само у интеракцији са коензимом козимазом. Ојлер-Хелпин је, пак, убедљиво описао шта се дешава у ферментацији шећера и дејству ферментационих ензима користећи физичку хемију. Ово објашњење довело је до разумевања важних процеса који се одвијају у мишићима за снабдевање енергијом. 